# Palazzina di Marfisa d'Este
La Palazzina di Marfisa d'Este è un palazzo storico di Ferrara, tra i migliori esempi cittadini di residenza signorile del XVI secolo.

## Storia
Venne costruita a partire dal 1559 come parte di un vasto complesso di edifici in un'area adibita in parte a giardini. Questo complesso, proprietà di Francesco d'Este, passò in eredità alla figlia Marfisa, sposata prima con Alfonsino d'Este e poi con Alderano Cybo-Malaspina. Marfisa visse qui fino alla sua morte, rifiutandosi di lasciare la città anche dopo la devoluzione di Ferrara allo Stato Pontificio, quando la famiglia estense si trasferì a Modena.
Alla scomparsa di Marfisa la palazzina divenne sede dell'amministrazione Cybo fino alla metà del XVIII secolo; da allora cominciò un lento degrado dell'immobile, destinato per un secolo e mezzo a usi impropri.

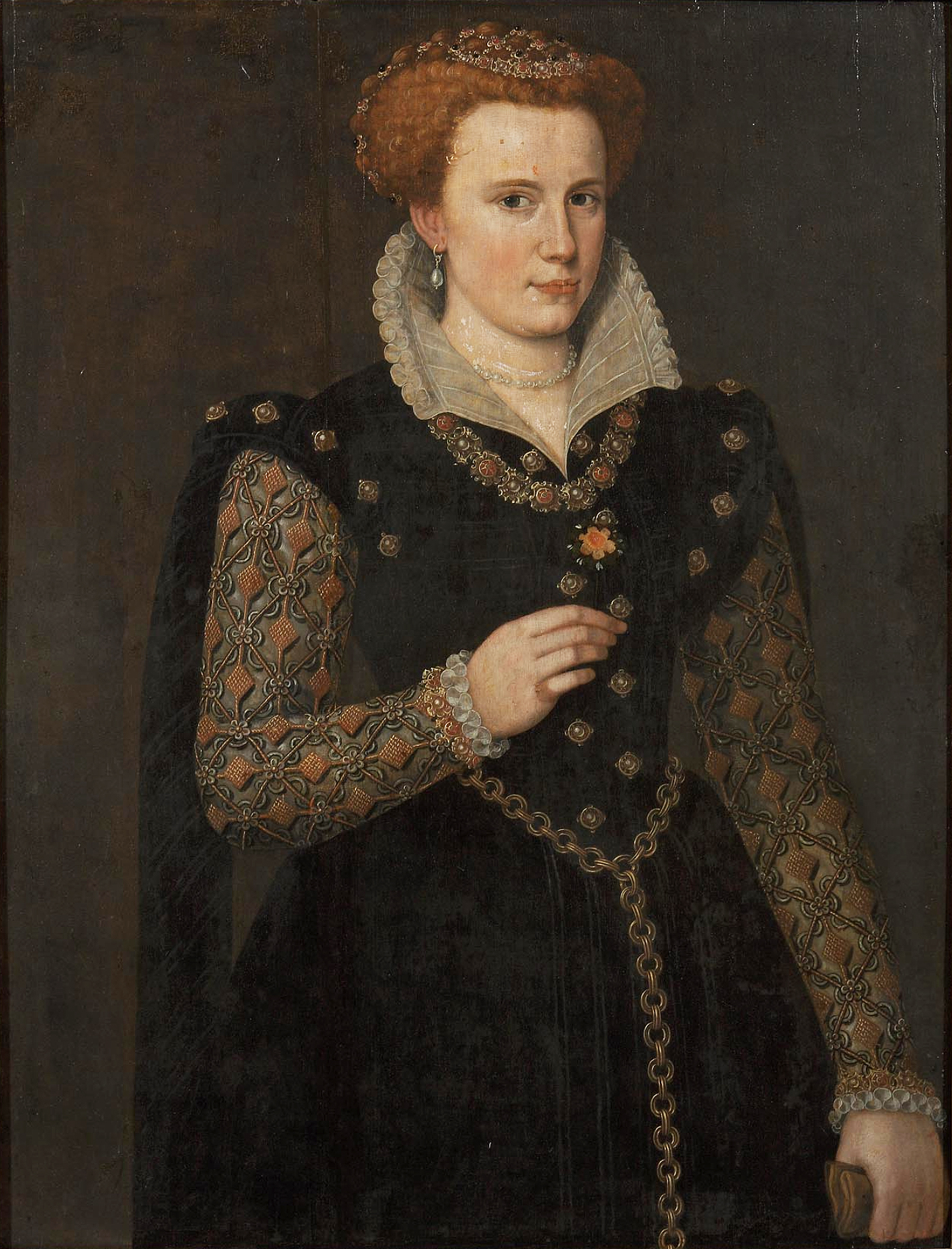
Ritratto di Marfisa d'Este

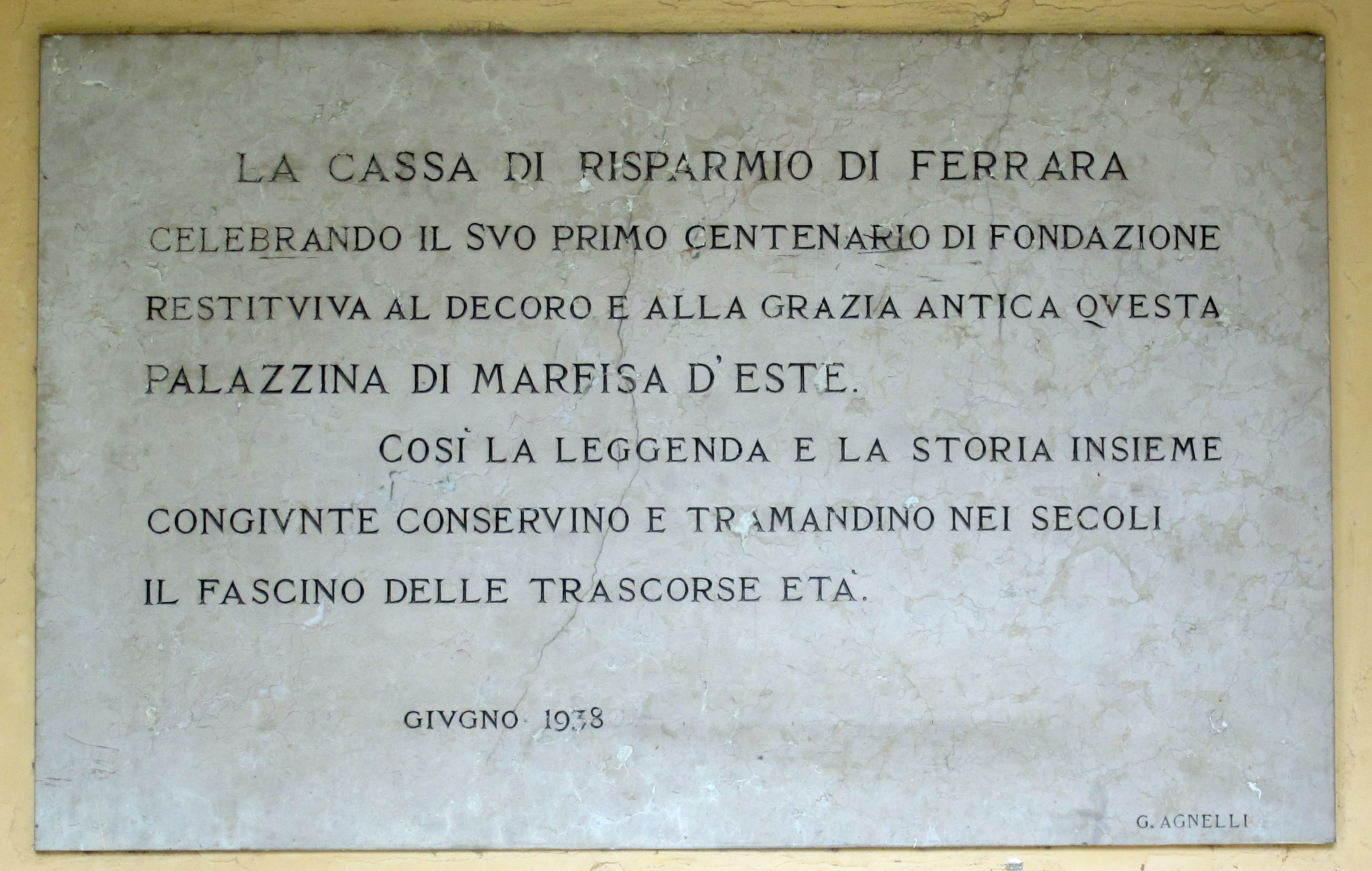
Epigrafe che ricorda l'apertura della palazzina nel 1938 come museo.

Tra il 1910 e il 1915 la palazzina venne restaurata e anni dopo, nel 1938, divenne sede museale.

## Le sale
L'interno è decorato da affreschi sui soffitti, in parte rifatti nel restauro del XX secolo, ed appartengono alla bottega del Filippi. Soprattutto le grottesche sono di notevole inventiva e raffinatezza. Il mobilio risale al XVI e XVII secolo ed è in parte ferrarese, in parte proveniente da acquisti sul mercato antiquario. 

### Sala delle Imprese
- Sala delle Imprese (o Sala Rossa), con uno splendido soffitto del Bastianino che contiene, fra le altre figure, molte imprese di Francesco d'Este. Sono qui conservate alcune opere di notevole interesse: il presunto Ritratto di Marfisa d'Este, copia di un originale conservato a Mantova, il busto marmoreo di Ercole I d'Este, opera di Sperandio Savelli e l'altorilievo Madonna in trono con San Giorgio e guerriero orante della bottega dei Lombardi.

### Loggetta dei Ritratti
- Loggetta dei Ritratti: anticamente aperto verso il giardino, questo ambiente è dominato da un'elegante decorazione a grottesche, nella quale sono inclusi due ovali con i ritratti delle figlie di Francesco d'Este, Marfisa e Bradamante d'Este, ancora bambine.

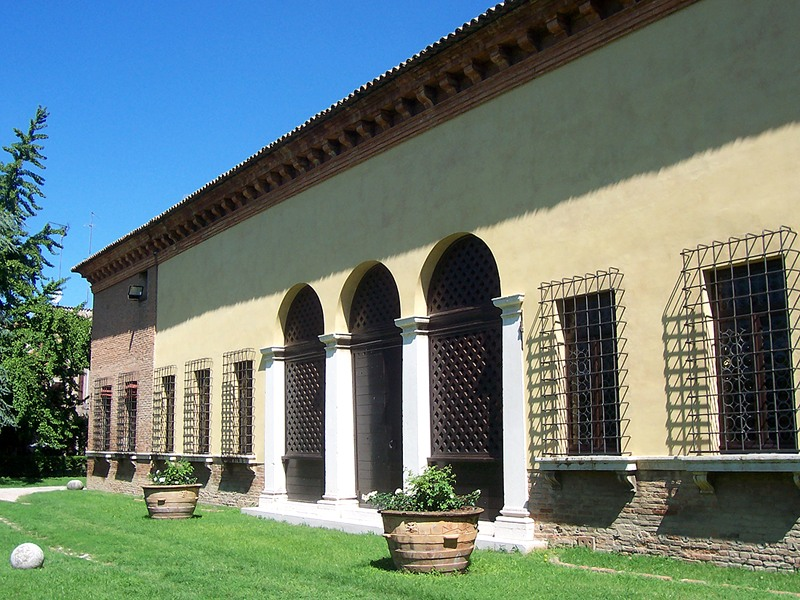
Veduta lato giardino

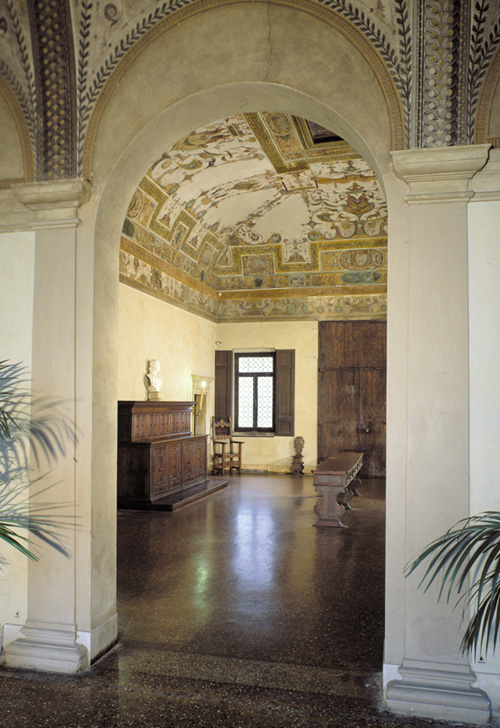
L'interno

### Sala di Fetonte
- Sala di Fetonte: una parete è occupata da un elegante lavabo in pietra scolpita del Cinquecento; su di un'altra parete si trova il Ritratto di Margherita Gonzaga, ultima duchessa di Ferrara e buona amica di Marfisa.

### Sala dei Banchetti
- Sala dei Banchetti: presenta l'arredamento tipico di una sala da pranzo. Sulle pareti si trovano scene di una Battaglia delle Amazzoni entro sontuose cornici alla sansovina intagliate e dorate. Il soffitto è il più complesso dell'intera palazzina, con vari scomparti divisi da motivi vegetali e contenenti le imprese di Francesco d'Este e scene delle Metamorfosi di Ovidio.

### Studiolo
- Studiolo: arredato con importanti mobili dei secoli XVI e XVII; sopra la porta d'ingresso si trova il Ritratto di Alfonso I d'Este.

### Sala Grande
- Sala Grande: l'elegante soffitto culmina al centro con un padiglione sostenuto da putti. Alle pareti due grandi credenze da sacrestia del XVII secolo.

### Sala del Camino
- Sala del Camino: dominata da un camino monumentale del XVI secolo, di ambito dei Lombardi. Sulle pareti si notano un pregevole Ritratto di gentiluomo della fine del XVI sec. e l'arazzo fiammingo Giuditta decapita Oloferne, del sec. XVII.

Fra i mobili, notevoli il cassone veneto in noce lumeggiato in oro e soprattutto uno stipo toscano del Cinquecento a forma di studiolo, con cassettini e piccole sculture. Su una credenza si trova il busto classico dell'imperatore Lucio Vero fanciullo.

### La loggia e il giardino

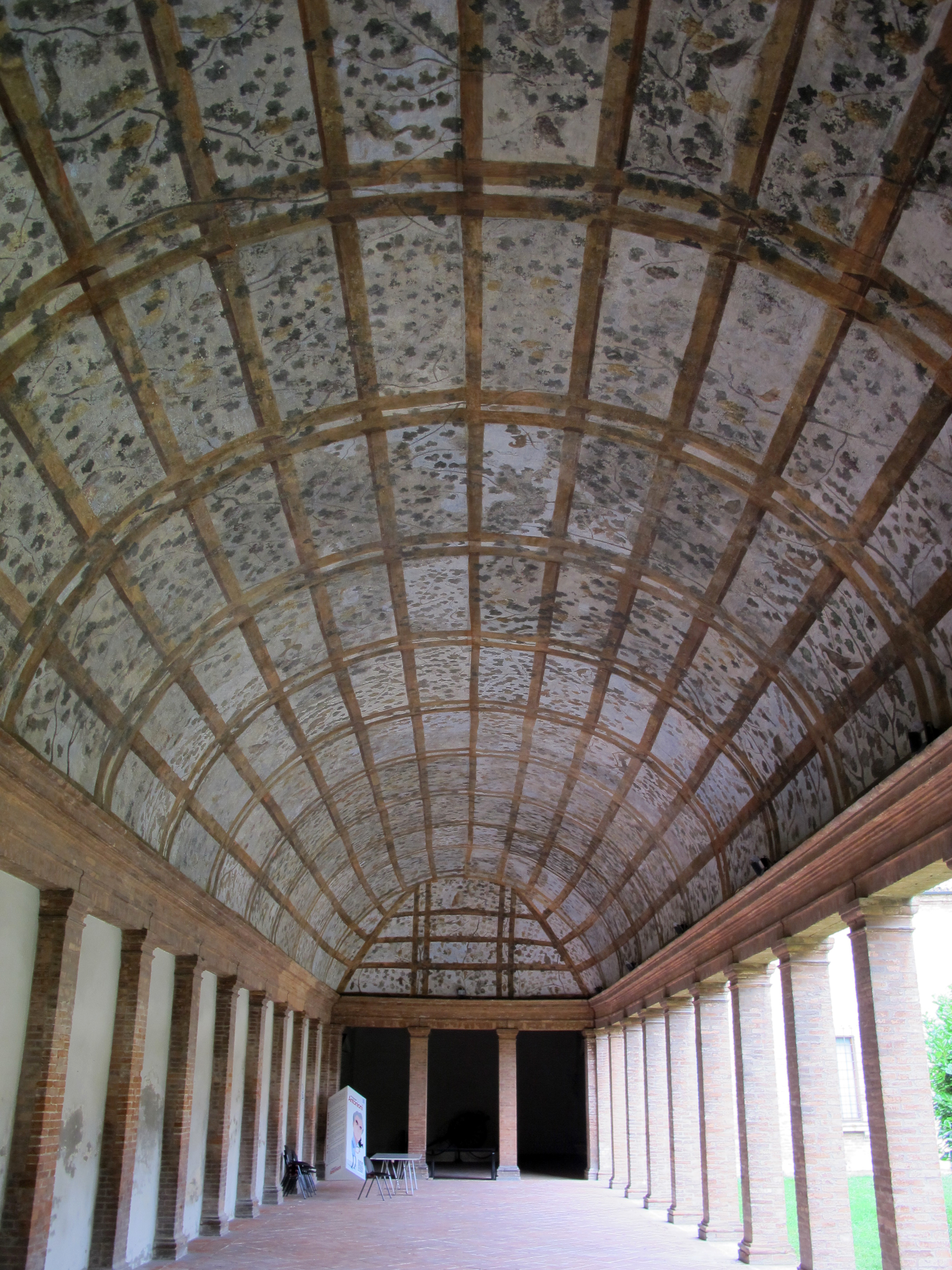
La loggia.

Attraverso ciò che resta del grande giardino, si raggiunge la loggia affrescata a finto pergolato, anticamente usata come sede di concerti e piccoli spettacoli. Sembra che proprio qui sia stata rappresentata per la prima volta l'Aminta di Torquato Tasso.
Riguardo alla fontana, disadorna sino a quel momento, viene deciso nel 1951 di porvi il Putto (1935) di Giuseppe Virgili poco prima acquistato dall'Amministrazione comunale di Ferrara. Necessitante di restauro già negli anni novanta, è soggetto ad interventi nel 1998 grazie al finanziamento del Lions Club Ferrara Host sotto la direzione dei Civici Musei Arte Antica; nel 2006, grazie all'impegno del Garden Club di Ferrara, venne realizzata una copia, ad opera dello scultore ferrarese Maurizio Bonora, da porre sulla fontana mentre l'originale venne posto all'interno della Palazzina; solo nel giugno 2015 viene infine posta la targa a completamento del riposizionamento.